# Narinbek Durbolan
Narinbek Durbolan (ur. 12 stycznia 1978) – kirgiski zapaśnik walczący w stylu wolnym. Srebrny medalista na igrzyskach centralnej Azji w 1999. Trzeci na MŚ kadetów w 1994. Wicemistrz Azji juniorów w 1998 roku.